# Egli
Pour les articles homonymes, voir Egli (homonymie).

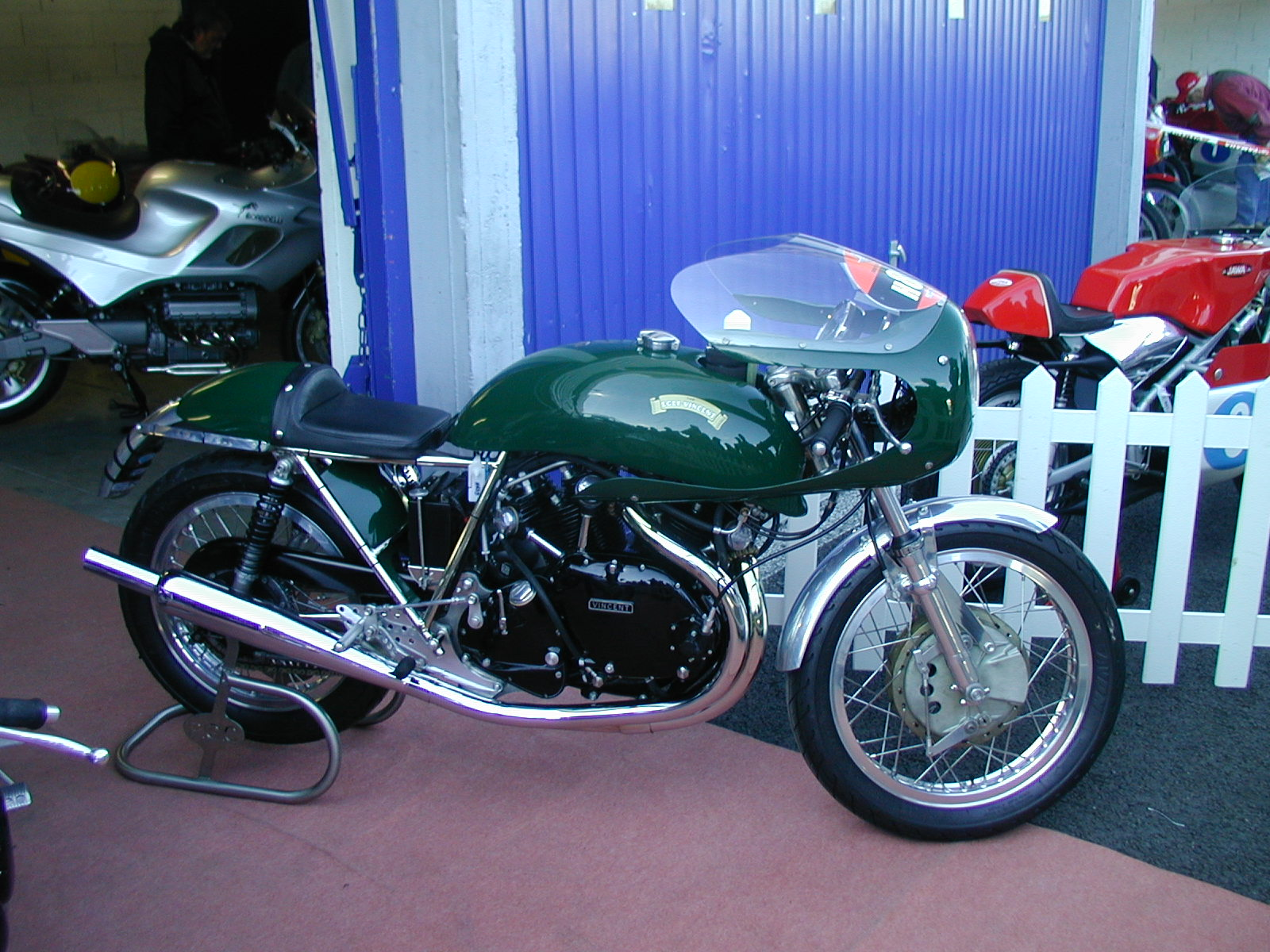
Une Egli-Vincent fabriquée par Patrick Godet

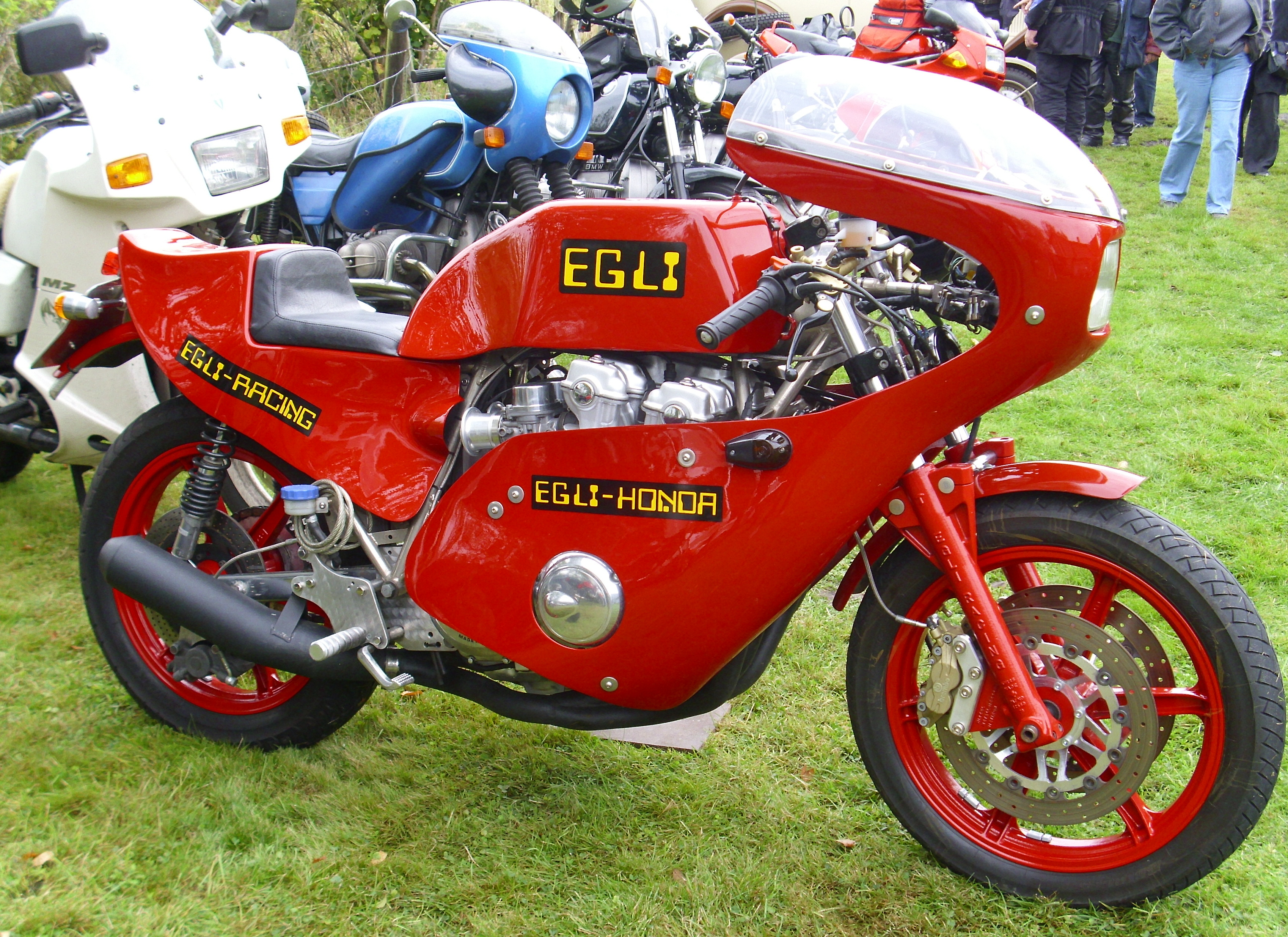
Egli-Honda CB 750

Egli est une entreprise suisse fabriquant des motocyclettes fondée par Fritz Egli en 1965 et établie à Bettwil.

## Histoire
Né le 30 juin 1937 à Zurich, Fritz Egli est un pilote amateur courant en course de côte. Dans les années 1960, il utilise une Vincent Black Shadow dont il juge le moteur capable de grandes prouesses. Malheureusement, la tenue de route n'est pas en adéquation. Il décide donc de créer son propre cadre et d'y installer le bicylindre de la Black Shadow. Ce cadre se compose principalement d'un tube rond horizontal comme poutre. Il a l'avantage d'être très rigide pour un poids inférieur à un cadre normal. Cette invention lui assure le succès en compétition.
Plus tard, avec l'arrivée massive de motos japonaises, « Le Sorcier » Fritz, comme on le surnomme, adapte son cadre à la plupart des moteurs commercialisés, tout en conservant le principe de l'épine dorsale ronde faisant parfois office de réservoir. Ainsi, après l'Egli-Vincent, on voit rouler des Egli-Honda (moteur de CB 750 Four), des Egli-Kawasaki (750 H2 ou 4-cylindres de Z900 ou Z1000), des Egli-Ducati (sur base 900 SS), des Egli-V-Max (importées des États-Unis et du Canada avec le système V-Boost, amputé en Europe pour brider la puissance) ou des Egli-Yamaha (monocylindre de 500 SR).
Pour le reste de la partie cycle, le client choisit sa configuration. Mais l'usine ne se fournit que chez les grands équipementiers. On peut bénéficier de fourches Marzocchi ou Ceriani, associées à des amortisseurs Koni ou Ceriani. Le freinage est confié à Scarab, Lockheed, Fontana ou Grimeca.
Au milieu des années 1990, Fritz Egli a arrêté la production de ses motos depuis longtemps. Mais, Patrick Godet est un amoureux du travail du Sorcier suisse, il décide de faire revivre ces motos mythiques. Il construit dans son garage une réplique de l'Egli-Vincent. Lorsque Patrick présente le résultat de son travail à Fritz Egli, celui-ci est très enthousiasmé par sa réalisation qu'il juge supérieure en finition a celles qu'il fabriquaient à la fin des années 1960. Il lui permet de commercialiser une réédition (et non une réplique) sous sa marque Egli-Vincent. Cela fait maintenant une bonne dizaine d'années que Patrick commercialise ce modèle Café Racer. en 2002, il ajoute GT qui correspond plus au profil de sa clientèle qui souhaite également faire du duo. Patrick exporte ses chefs-d'œuvre dans le monde entier et la clientèle américaine lui demande « plus de cylindrée ». Début 2004 il présente un modèle inédit, le 1330 qui est extrêmement puissant avec près de 100 ch à la roue arrière.
En 2006, un passionné de la marque et de motos anglaises (Florent Pagny) s'associe à Patrick pour donner un nouvel élan à l'entreprise. Patrick n'est pas le seul sur le créneau et deux autres entreprises (anglaises) proposent des répliques d'Egli-Vincent [JMR et Hailwood] profitant du vide juridique régnant autour de la marque Egli-Vincent que Fritz avait imprudemment laissée le soin à son importateur de l’époque déposer (Slatter). Ces répliques sont fabriquées également en petite quantité mais ne bénéficient pas de la bénédiction de Fritz Egli.